# Trinitron

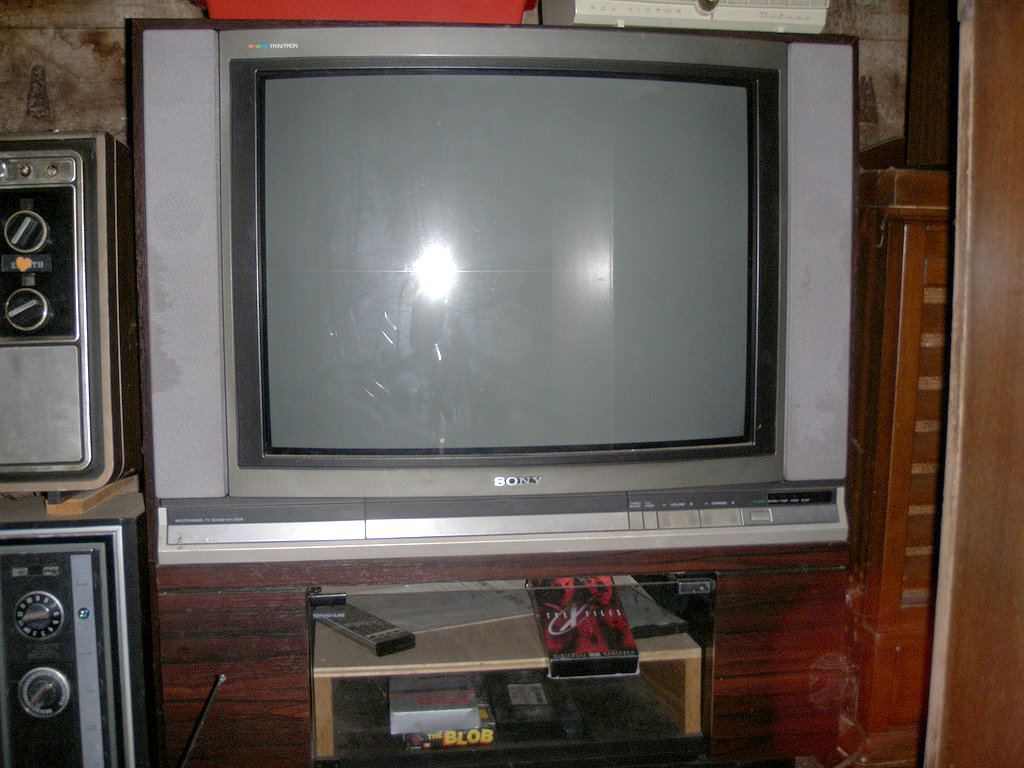
Televisor Sony Triniton.

Trinitron fue una tecnología de televisor de la compañía japonesa Sony para su línea de televisiones y monitores de computadora basados en la tecnología de tubo de rayos catódicos de rejillas de apertura. La tecnología Trinitron fue anunciada en 1966, y Sony aseguraba imágenes hasta un 25% más brillantes en comparación con las televisiones comunes de la época, basadas en la tecnología máscara de sombra. El eslogan de estos televisores a finales de la década de 1980 fue «Televisores Black Trinitron Sony, ¡La nueva imagen!».
Trinitron fue inicialmente llamado Chromatron y fue inventado por el físico estadounidense Ernest Lawrence, y patentado por Sony en 1960. En 1996 la patente expiró, lo que condujo a que rápidamente la competencia de Sony presentara productos Trinitron a menores precios que los de Sony. Sony respondió a esto, introduciendo su línea de televisores de pantalla no curva FD Trinitron/WEGA.
El nombre Trinitron fue derivado de las palabras inglesas trinity, o trinidad (‘la unión de tres’) y tron de electron tube, o ‘tubo de electrones’.
Trinitron es algunas veces usado como un término genérico para los monitores de tubo de rayos catódicos (CRT) equipados con un tubo de rejilla de apertura. A partir de la expiración de la patente Trinitron de Sony, fabricantes como Mitsubishi, por ejemplo, son libres de usar el diseño Trinitron para su propia línea de productos sin la necesidad de obtener una licencia por parte de Sony, sin embargo, no pueden utilizar el nombre Trinitron; por ejemplo, la versión de Mitsubishi es llamada Diamondtron.
En los CRT con máscara de sombra, los electrones impactan en el fósforo de la pantalla tras atravesar una lámina de metal con una serie de orificios que los alinea para permitir que converjan correctamente, mientras que en un diseño con rejilla de apertura esto se realiza a través de finos cables alineados verticalmente a lo largo de la pantalla. De esta forma se consigue que un número mayor de electrones lleguen a la pantalla, aumentando consecuentemente el brillo de la imagen producida.
Esto último también permitió el empleo de pantallas con cristal tintado en negro, lo que supuso una mejora en la reproducción de los colores más oscuros que en pantallas no tintadas quedaban difuminados por la luz ambiente. Otras mejoras significativas son la geometría de la pantalla, verticalmente plana y con esquinas cuadradas, y el uso de un cañón de electrones único para los tres haces, rojo, verde y azul, consiguiendo que estos tres haces sean más fáciles de alinear y evitando complejos circuitos de convergencia y mejorando también el enfoque en los ángulos de la pantalla.
No obstante, como contrapartida, los finos cables verticales deben estar sujetos por uno o dos cables horizontales para mantenerlos derechos y en su lugar. Estos cables horizontales pueden hacerse visibles sobre todo en imágenes con colores planos y brillantes y muy especialmente en el blanco.

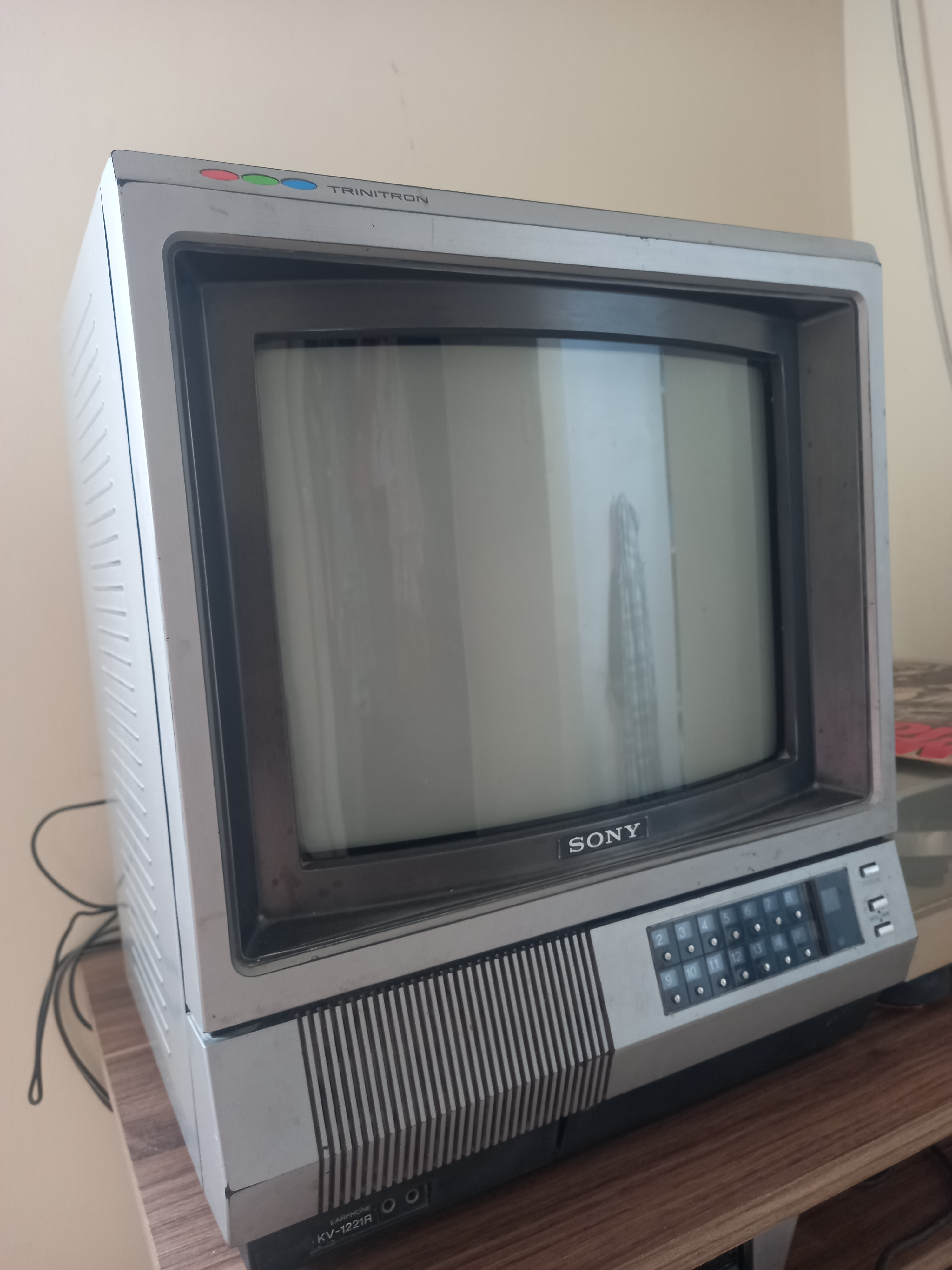
Tv Sony Trinitron

Además de su mejor contraste y color, los tubos trinitron se hicieron famosos por su mayor resolución, lo que promocionó su dominio en el ámbito broadcast. Aunque la resolución horizontal no es una mejora inherente al sistema de rejilla de apertura, lo cierto es que los aparatos trinitron estaban destinados en su mayoría al segmento medio-alto del mercado y empleaban en su pantalla un mayor número de líneas de fósforo, más delgadas y más juntas para aumentar la resolución y presencia de la imagen. Lógicamente eran más caros que los televisores convencionales, pero conseguían de esta forma una imagen que rozaba la alta definición capaz de rivalizar con las actuales pantallas preparadas para alta definición (HDReady y FullHD) de plasma o LCD.
Además de Sony, otros fabricantes emplearon tubos trinitron, bien suministrados por la propia Sony, bien bajo licencia de la patente de rejilla de apertura, para monitores informáticos. Entre ellos Apple, Dell, IBM, Mitsubishi o NEC.
Con la aparición de nuevas tecnologías como el plasma o el LCD, el trinitron al igual que todos los CRT, ha prácticamente desaparecido del mercado.

## Anuncio del fin de la producción
Sony anunció que dejó de fabricar los CRT Trinitron en marzo de 2008. Desde 2006 ya se habían retirado del catálogo de ventas en Japón. Sony estima que la producción de pantallas Trinitron, que se inició en 1968, fue superior a los 280 millones (incluyendo los monitores de computadoras).